# Kuroyume
 (février 2011).
Si vous disposez d'ouvrages ou d'articles de référence ou si vous connaissez des sites web de qualité traitant du thème abordé ici, merci de compléter l'article en donnant les références utiles à sa vérifiabilité et en les liant à la section « Notes et références ».
Kuroyume est un groupe de visual kei formé à Nagoya en mai 1991.

## Histoire
À la fin des années 1980, Kiyoharu et Hitoki décident de quitter le groupe Garnet pour monter le leur. Rejoint par Masaru (ex Oblivion Dust), vite remplacé par Shin, ils forment Kuroyume (rêve noir en français).
Leur premier album indies ikieta chuuzetsuji sort en 1992. Il ne s'agit que d'une version CD d'une de leur demo tape, suivi en 1993 de nakigara o. L'énergie deployé par le groupe dans les live house et le succès de leurs albums indies [réf. nécessaire] les fait signer en 1994 avec Toshiba EMI pour sortir leur premier album major : mayoeru yuritachi. L'ambiance de ce premier album est très rock avec une ambiance générale assez goth, hormis leur single for dear, qui lui est plutôt pop. La même année sort déjà leur deuxième album major : Cruel, toujours aussi sombre mais avec une sonorité un petit peu plus punk.
Cependant, malgré son succès [réf. nécessaire], le groupe se cherche encore, essayant de se définir un son et une identité propre. C'est ainsi que peu de temps après, Shin, qui écrivait la majorité des chansons du groupe, décide de le quitter.
En 1995, le duo Kiyoharu / Hitoki sort un deuxième album major Feminism. Le revirement est entier : l'ambiance est beaucoup plus pop, mais on y trouve également quelques titres orientés punk comme Unlearned Man ou Kamakiri.
En 1996, avec la sortie de Fake Star, le groupe arrive enfin à maturité tout en continuant à donner dans l'expérimentale. Album à la fois pop, rock, punk, allant parfois même jusqu'au reggae, mélangeant solos de guitare de folie, claviers, batterie et boîtes à rythmes, il est peut-être l'un des albums représentant le mieux la pluralité du mouvement visuel de cette époque.
En 1997, Kuroyume nous fait découvrir son côté punk avec Drug Treatment, un album qui passera la barre du million d'exemplaires vendus [réf. nécessaire]. Le son de ce dernier semble volontairement brut, comme pour prouver qu'en plus d'avoir échappé au piège du commercial, le groupe se revendique comme l'un des rares major à l'esprit encore underground. En effet, Kiyoharu et Hitoki préfèrent jouer dans des live house à l'ambiance intimiste plutôt que devant des milliers de personnes. La sortie en CD et vidéo de leur live au Shinjuku Loft ne fera que confirmer cette volonté. À cause du titre Drive, Drug Treatment et Live at Shinjuku Loft se voient attribuer le macaron : Parental Advisory : Eexplicit Lyrics.
En 1998, Kuroyume revient avec un 5e album major, Corkscrew, toujours aussi punk, au son encore plus abouti, le tout agrémenté de quelques accents ska. Seuls leurs singles shonen et Maria, font exception à la règle.
Début 1999, le groupe décide de se séparer de Hitoki pour des supposés problèmes de santé. Cependant, il ne faudra pas beaucoup de temps pour que soit formé pour chacun deux nouveaux groupes : Sads pour Kioyharu, une sorte de copie-conforme du son punk de Kuroyume (tout du moins sur le 1er album), et Piranaheads pour Hitoki (Puis SSS, SDB, ROBOTS).
Kiyoharu fait désormais une carrière solo depuis 2003.
Le 29 janvier 2010, Kiyoharu a annoncé le retour de Sads et Kuroyume pour 2010.

## Formation
- Kiyoharu : chant et leader
- Hitoki : basse
- Shin : guitare (parti en 1994)
- Hiro : batterie (parti en 1993)
- Taiki : batterie (parti en 1992)